# إقليم بلفور (إقليم فرنسي)

إقليم بلفور (بالفرنسية: Territoire de Belfort) هو إقليم فرنسي تابع لمنطقة فرانش كونتيه. بلغ عدد سكانه في العام 1999 نحو 137,408 نسمة. رقمه التسلسلي 90.

## معرض صور

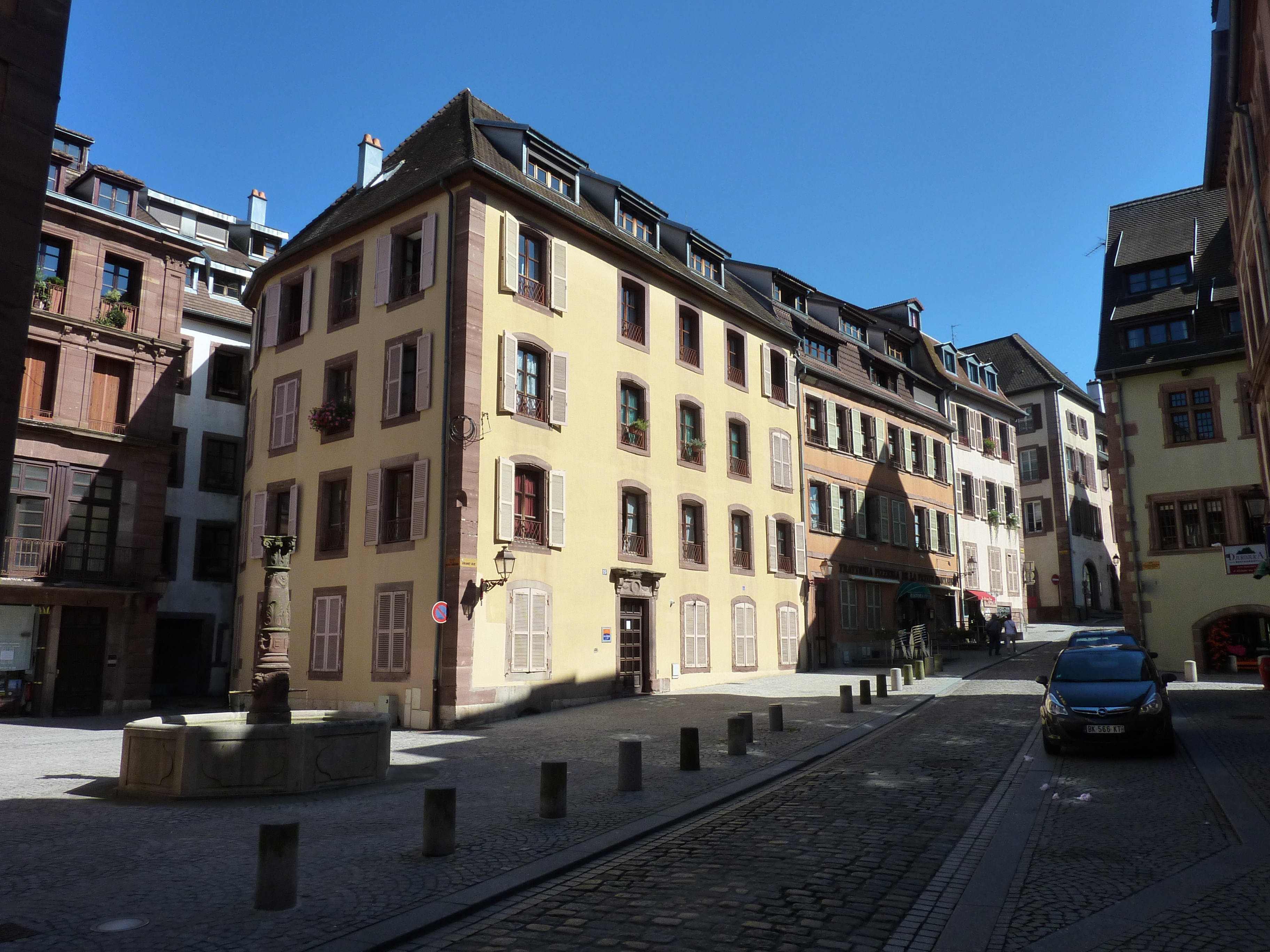
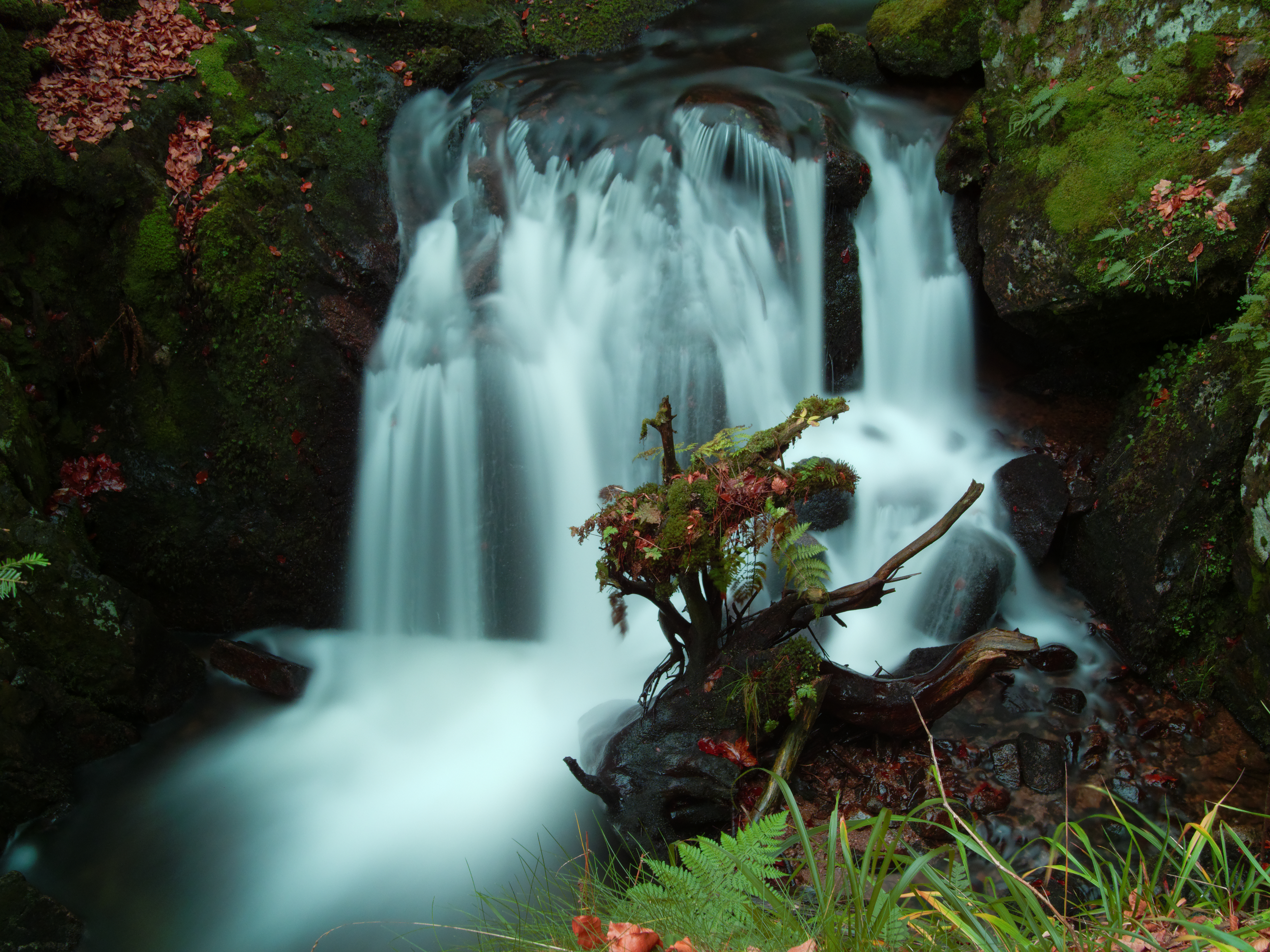
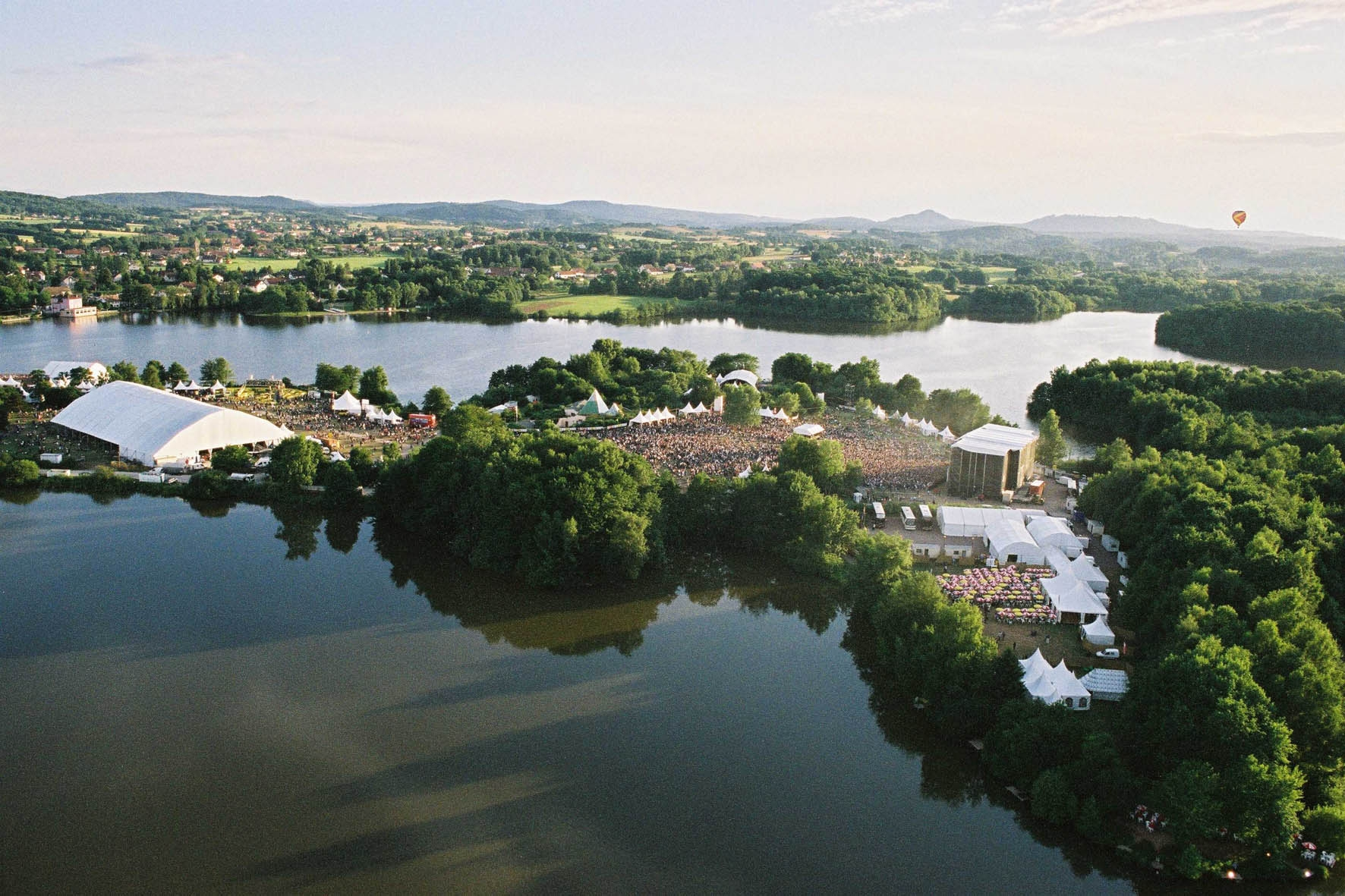
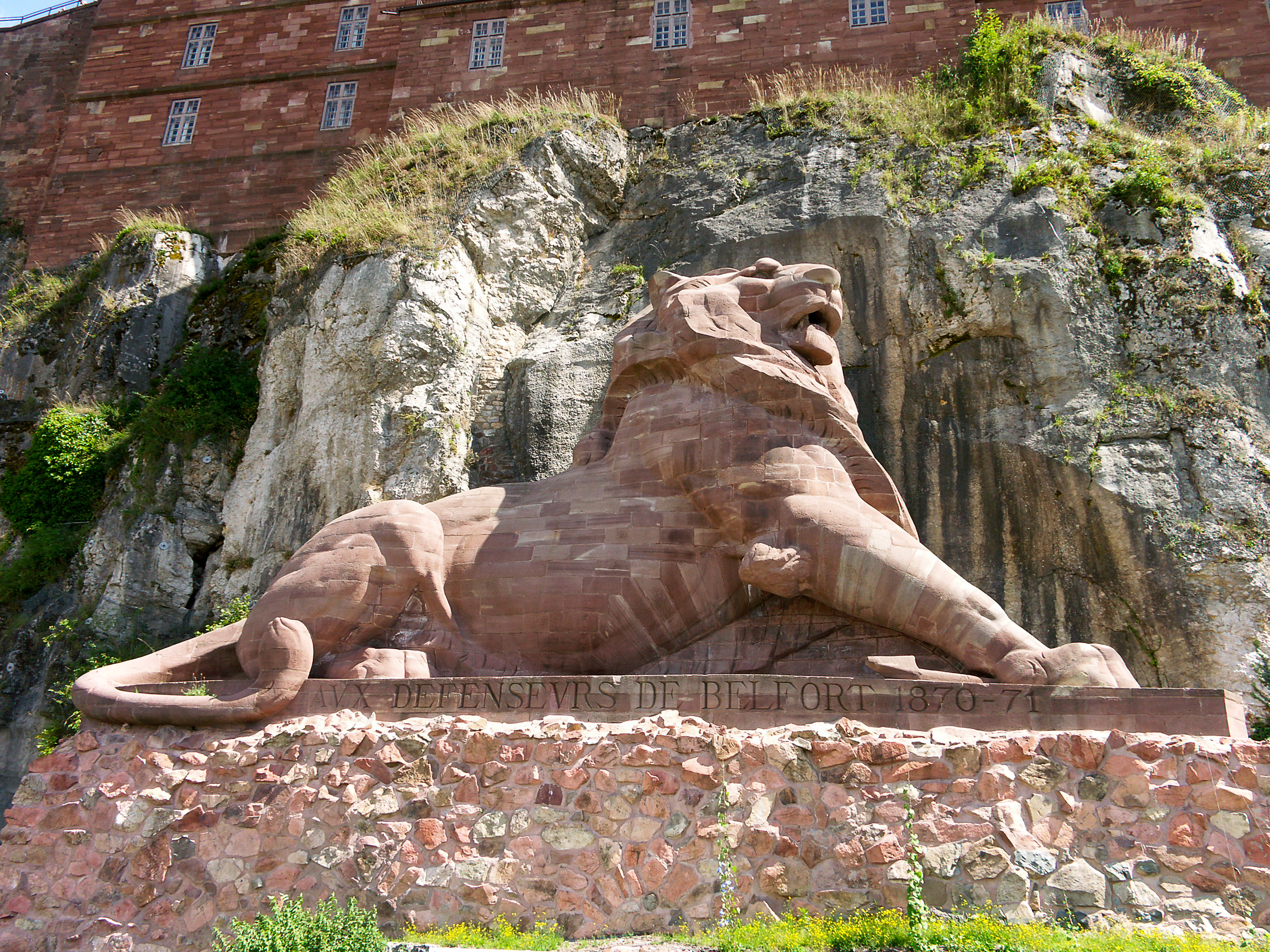